# Smärtgränsen
Smärtgränsen är en svensk dokumentärfilm från 1983 regisserad av Agneta Elers-Jarleman. Den fick Guldbagge som Bästa film 1984, Prix Italia samt flera andra utländska priser.
Filmen berättar om Agneta Elers-Jarlemans och hennes fästman Jeans liv tillsammans efter att han, till följd av en bilolycka, blivit partiellt förlamad och fått allvarliga hjärnskador.